# 斑翅山鹑
斑翅山鹑（学名：Perdix dauurica）为雉科山鹑属的鸟类，俗名须山鹑。分布于西伯利亚、东达乌苏里边区、南抵帕米尔高原西部以及中国大陆的新疆、东北、内蒙古、山西、陕西、青海等地，多生活于山坡、山麓田野以及草原。该物种的模式产地在道里西。

## 亚种
- 斑翅山鹑指名亚种（学名：Perdix dauuricae dauuricae）。分布于西伯利亚南部以及中国大陆的新疆（西部、西北部、沿天山东达哈密等地）。该物种的模式产地在苏联道里西:尼布楚。[2]
- 斑翅山鹑青海亚种（学名：Perdix dauuricae przewalskii），是中国的特有物种。分布于甘肃、青海（东北部以至柴达木盆地东缘等地）。该物种的模式产地在青海南部山脉。[3]
- 斑翅山鹑华北亚种（学名：Perdix dauuricae suschkini）。分布于中国大陆的黑龙江流域、乌苏里江流域、内蒙古、河北、山西、陕西、宁夏等地。该物种的模式产地在哈巴罗夫斯克。[4]

## 保护
本种于2023年被收录入《有重要生态、科学、社会价值的陆生野生动物名录》。